# 仰卧漆姑草
仰卧漆姑草（学名：Sagina procumbens）为石竹科漆姑草属的植物。分布于欧洲、亚洲西部以及中国大陆的新疆、西藏等地，生长于海拔4,260（13,980英尺）的地区，多生在沼泽化草甸及稀疏潮湿的林缘，目前尚未由人工引种栽培。
种名procumbens意为平卧的。